# 南悉尼兔
南悉尼兔是一家主場位于悉尼郊区的澳大利亚职业聯盟式橄欖球俱乐部，該球隊也是國家橄欖球聯賽的參賽球隊。该俱乐部成立于1908年。 該球隊後來被罗素·克劳收購。